# Sandra Bautista González
Sandra Bautista González   (Lliçà de Vall, 13 de desembre de 1995) és una cantautora catalana, guanyadora de la 18a edició del premi Sona9.

## Carrera artística
Cantant, instrumentista i compositora criada a Martorelles, va enregistrar la seva primera cançó amb 17 anys de manera autodidacta, com a part del Treball de Recerca mentre estudiava a l'institut. L'essencial va servir-li per participar en un concurs organitzat per RNE, on va ser una de les vuit finalistes.

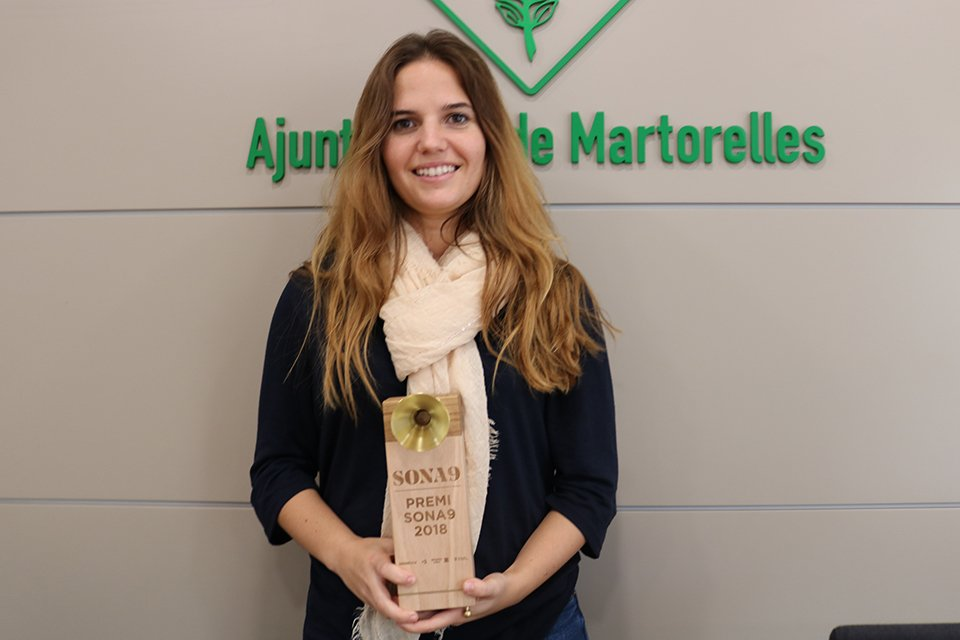
Amb el trofeu del Sona9, 2018.

Va participar en diversos concursos per presentar l'àlbum i donar-se a conèixer. Va obtenir el 2n lloc al Concurs de cançó de Salitja i al Veu Petita de Benicarló i el 1r premi al Riubombori de l'Espluga de Francolí. El seu primer gran èxit arribaria poc després, quan va vèncer l'edició de 2018 dels premis Sona9. Aquest triomf va comportar l'enregistrament de l'àlbum, Trapezista, que va ser publicat el novembre de 2019. La gira de presentació va dur-la a escenaris de renom com el Mercat de Música Viva de Vic, però va haver de cancelar-se anticipadament per l'esclat de la pandèmia de COVID-19 a Catalunya.

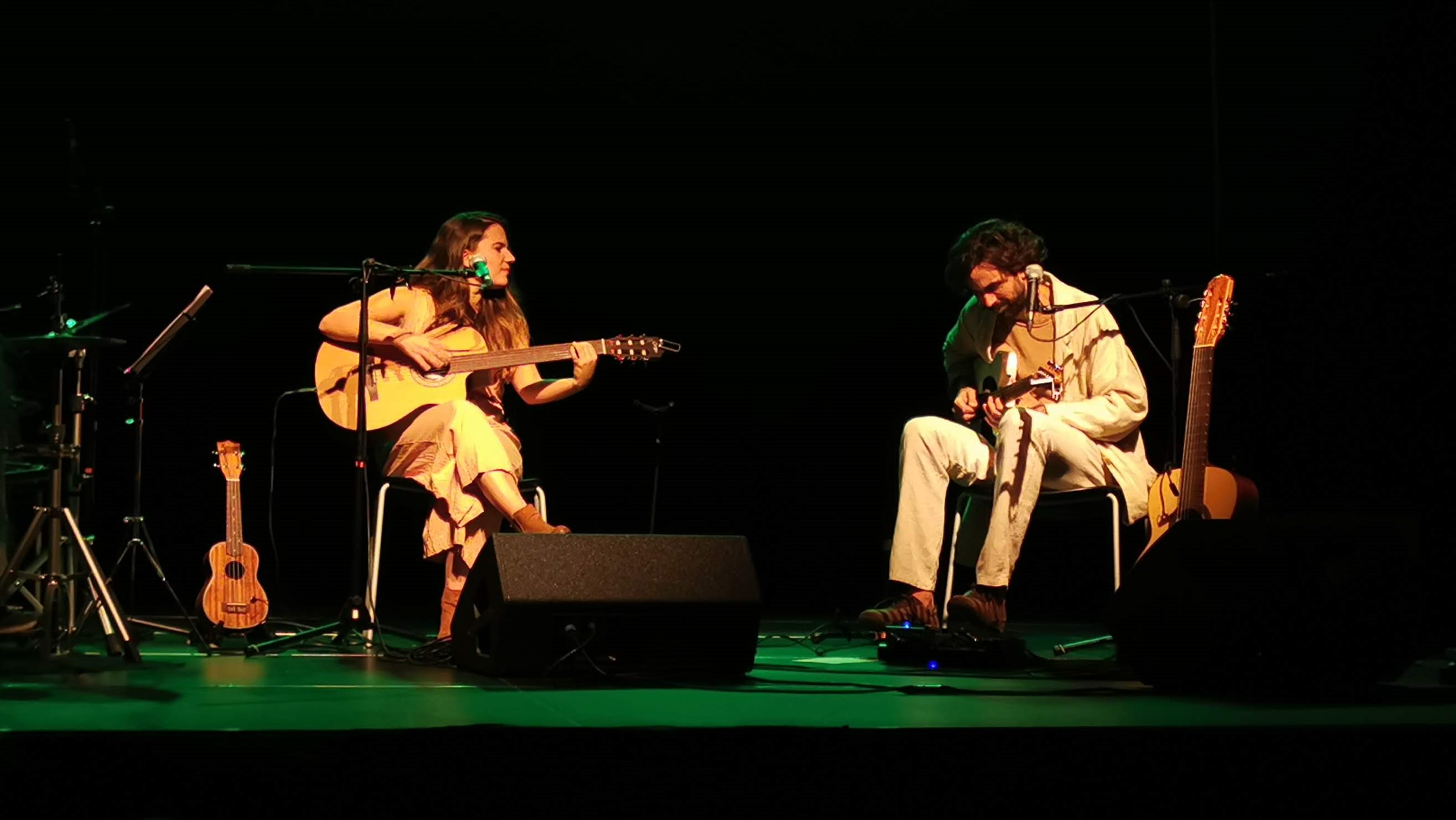
Sandra Bautista i el seu guitarrista, Bart Barenghi, actuant a Barcelona el novembre de 2021.

El gener de 2021 va tenir lloc la seva primera actuació a TV3, al programa Preguntes freqüents, on va cantar La casa de les mil olors. El setembre de 2022, la vallesana va interpretar el Cant de la Senyera en la cloenda de la cerimònia d'entrega de les Medalles d'Or de la Generalitat. El desembre va obtenir el trofeu a la millor cançó en valencià al XXIV Festival Nacional de Joves Cantautors d'Elx; el maig de 2023 es va fer amb el segon premi de la 22a edició del concurs de cantautors Abril para Vivir, que se celebra a Granada; i el juny va ser guardonada en el Festival Música i Lletra de Xàtiva.
La tardor de 2023 va iniciar un projecte de micromecenatge per a enllestir l'enregistrament del seu següent àlbum, Intuir el tigre, on debutava interpretant un tema en portuguès. Bautista va estrenar diversos senzills abans de la publicació del nou disc, que va veure la llum el 23 de febrer de 2024. En aquesta ocasió, la cantant va encarregar-se també de les tasques de producció i edició de l'LP. Amb una cançó d'aquest àlbum, «Cartografia», el 2024 va guanyar sis premis Andrea Parodi. Es va convertir així en la primera cançó victoriosa en català d'aquest certamen musical celebrat a Sardenya.

## Estil musical
Els primers treballs de la cantant van comptar amb la col·laboració del guitarrista Víctor Martínez Galeote i, des de l'estiu de 2021, amb l'italià Bartolomeo Barenghi. Canta en català, castellà, anglès i portuguès. El seu repertori repassa diverses èpoques i estils amb la cançó d'autor com a base i influències predominantment ibèriques i llatines, amb pinzellades anglosaxones. Per sobre, unes lletres molt treballades que recorden els seus admirats Jorge Drexler i Caetano Veloso.
Diverses cançons de Bautista han transcendit pel compromís social de les seves lletres. És el cas de La igualtat és la victòria, una cançó sobre el feminisme combatiu; Sydney de la Amazonia, que parla de l'ecologisme i la figura de Sydney Possuelo; o de Y si vuelve un general, que clama contra l'ascens del neofeixisme al món.

## Vida familiar
Té quatre germans. Va estudiar a la Universitat Autònoma de Barcelona el grau d'Educació primària i va exercir com a mestra a Ripollet. És afeccionada al futbol i havia jugat a futbol sala, com rememora en el tema El último gol.

## Discografia
- 2019: Trapezista
- 2024: Intuir el tigre